# مازيراتي بيتوربو
مازيراتي بيتوربو (بالإنجليزية: Maserati Biturbo)‏ هي سيارة رياضية فاخرة أنتجت من قبل شركة مازيراتي بين 1981-1994. 